# Данилсон Кордоба
Данилсон Кордоба (6. септембар 1986) Колумбијски је фудбалер.

## Репрезентација
За репрезентацију Колумбије дебитовао је 2007. године. За национални тим одиграо је 3 утакмице.

## Статистика
| Колумбија | Колумбија | Колумбија |
| Год.      | Ута.      | Гол.      |
| --------- | --------- | --------- |
| 2007      | 2         | 0         |
| 2008      | 1         | 0         |
| Укупно    | 3         | 0         |